# Harvey Birdman, Attorney at Law
A Harvey Birdman, Attorney at Law egy 2000 és 2007 között vetített amerikai, felnőtteknek szóló animációs sorozat, amely a Birdman and the Galaxy Trio paródiája és a Space Ghost Coast to Coast spin-offja. A sorozatot Michael Ouweleen és Erik Richter készítette, a történet a címszereplő szuperhősről szól, aki otthagyja szakmáját és az ügyvédi hivatást választja. A címszereplő hangját Gary Cole adja, de mellette megtalálható a szinkronstábban többek közt Thomas Allen, Stephen Colbert, Chris Edgerly és John Michael Higgins.
A sorozatot az Amerikai Egyesült Államokban az Adult Swim mutatta be 2000. december 30. és 2007. július 22. között, Magyarországon jelenleg nem került bemutatásra.

## Cselekménye
A műsor a Birdman and the Galaxy Trio című rajzfilm paródiája, melyben a szuperhős Harvey T. Birdman otthagyja a szakmát, és ügyvédként kezd praktizálni. Munkájában társai lesznek az eredeti sorozatban is szereplő segítői, míg ügyfelei közt olyan ismertebb rajzfilmfigurák is előfordulnak, mint Kovakövi Frédi vagy Scooby-Doo. A sorozatban feltűnnek Birdman korábbi ellenségei is, de ők is ügyvédként, a Harvey által megoldani kívánt ügy másik oldalán

## Szereplők
| Szereplő | Szinkronhang         |
| --- | -------------------- |
| Harvey T. Birdman, Hiram Mightor                                                                                         | Gary Cole            |
| Peanut | Thomas Allen         |
| Phil Ken Sebben, Myron Reducto                                                                                           | Stephen Colbert      |
| Peter Potamus, DVD, Mr. Finkerton, The Funky Phantom, Augie Doggie, Cumulus the Storm King, Captain Caveman, Fancy Fancy | Chris Edgerly        |
| Mentok the Mindtaker, Zardo, Grape Ape                                                                                   | John Michael Higgins |

## Epizódok
| Évad | Évad        | Epizódok    | Eredeti vetítés    | Eredeti vetítés   |
| Évad | Évad        | Epizódok    | Évadpremier        | Évadfinálé        |
| ---- | ----------- | ----------- | ------------------ | ----------------- |
|      | 1           | 9           | 2000. december 30. | 2003. június 8.   |
|      | 2           | 11          | 2004. január 1.    | 2004. december 5. |
|      | 3           | 12          | 2005. július 24.   | 2005. október 23. |
|      | 4           | 7           | 2006. október 2.   | 2007. július 22.  |
|      | Különkiadás | Különkiadás | 2018. ősz          | 2018. ősz         |